# Pekingi metró
A pekingi metró (egyszerűsített kínai: 北京地铁; hagyományos kínai: 北京地鐵; pinjin: Pejcsing titie (Běijīng dìtiě)) a kínai főváros gyorsvasúti hálózata. 2019-ben 22 vonala volt, ezek közül 20 hagyományos metróvonal, egy maglev vonal és egy könnyű gyorsvasút. A metróhálózat hossza 2018-ban 636,2 km, az állomások száma 391 volt.  2021-re a metróvonalak száma 24-re, a hálózat hossza pedig 727 km-re nőtt.  A vonalak hossza szerint a pekingi metró a második a világon a sanghaji után. 2018-ban összesen 3,8484 milliárd utat tettek meg rajta az utasok. a napi utazások átlagos száma 10,544 millió volt, ezzel a pekingi metró a világ legforgalmasabb földalatti vasúti hálózata. Az utazások napi száma 2019. július 12-én új rekordot döntött 13,7538 millió úttal.

## Történet, fejlesztési tervei
A pekingi metró első vonala 1969-ben nyílt meg és 2002-ig mindössze két vonala volt. A mai hálózat is messze elmarad az igényektől, a 2019-ben érvényben lévő fejlesztési tervek a hálózat, 998,5 kilométerre bővítését tartalmazzák. A napi utazások száma 2021-re várhatóan 18,5 millióra nő. Az eddigi utolsó bővítés 2018 december 30-án nyílt meg; 2019 elején további 252,3 kilométer volt építés alatt.
2019-ben egy teljesen automatizált vonal működik, és további 5 áll építés alatt. A vonatok automatikus vezérlése kínai fejlesztés.

## Vonalak

A metróhálózat története 2018-ig

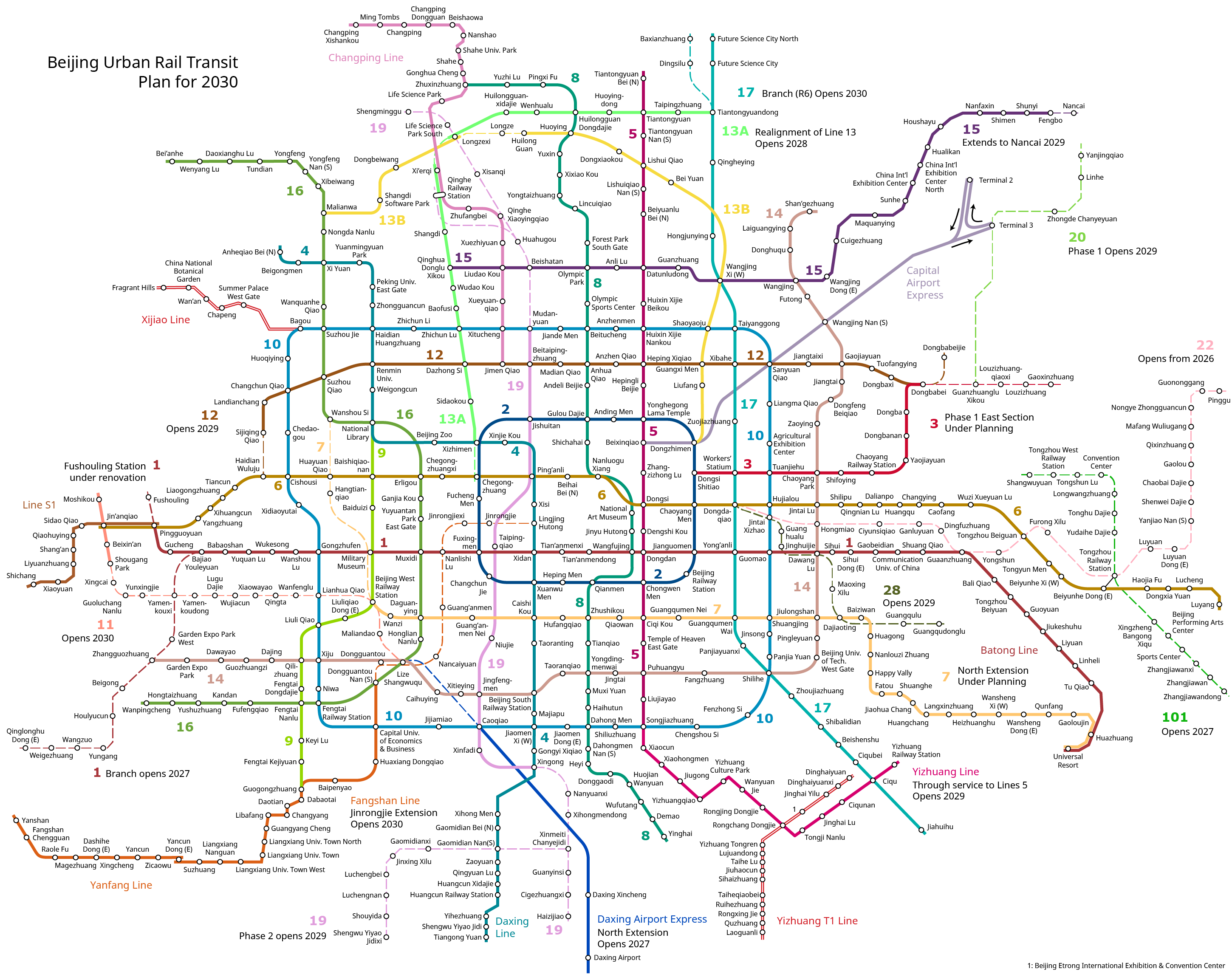
A metróhálózat a 2021-ig tervezett vonalakkal

| Vonal           | Útvonal                                       | Átadva   | Utolsó fejlesztés | Hossz (km) | Állomások száma |
| --------------- | --------------------------------------------- | -------- | ----------------- | ---------- | --------------- |
| 1               | Pingguoyuan ↔ Sihuidong                       | 1969     | 1999              | 30,3       | 23              |
| 2               | Xizhimen ↔ Xizhimen (körjárat)                | 1971     | 1987              | 23,1       | 18              |
| 4               | Anheqiao North ↔ Gongyixiqiao                 | 2009     | 2010              | 28,2       | 24              |
| 5               | Tiantongyuan North ↔ Songjiazhuang            | 2007     | –                 | 27,6       | 23              |
| 6               | Haidian Wuluju ↔ Lucheng                      | 2012     | 2014              | 42,8       | 26              |
| 7               | Beijing West Railway Station ↔ Jiaohuachang   | 2014     | –                 | 23,7       | 19              |
| 8               | Zhuxinzhuang ↔ Nanluoguxiang                  | 2008     | 2013              | 26,6       | 19              |
| 9               | National Library ↔ Guogongzhuang              | 2011     | 2012              | 16,5       | 12              |
| 10              | Xiju ↔ Xiju (körjárat)                        | 2008     | 2013              | 57,1       | 45              |
| 13              | Xizhimen ↔ Dongzhimen                         | 2002     | 2003              | 40,9       | 16              |
| 14 (Kelet)      | Beijing South Railway Station ↔ Shan'gezhuang | 2014     | 2015              | 14,8       | 19              |
| 14 (Nyugat)     | Zhangguozhuang ↔ Xiju                         | 2013     | 2014              | 12,4       | 7               |
| 15              | Qinghuadongluxikou ↔ Fengbo                   | 2010     | 2014              | 41,4       | 18              |
| 16              | Beianhe ↔ Xiyuan                              | 2016     | –                 | 19,6       | 9 (10)          |
| Airport Express | Dongzhimen ↔ Terminal 2                       | 2008     | –                 | 28,1       | 4               |
| Batong          | Sihui ↔ Tuqiao                                | 2003     | –                 | 18,9       | 13              |
| Changping       | Changpingxishankou ↔ Xi'erqi                  | 2010     | 2015              | 31,8       | 7               |
| Daxing          | Gongyixiqiao ↔ Tiangongyuan                   | 2010     | –                 | 21,7       | 12              |
| Fangshan        | Guogongzhuang ↔ Suzhuang                      | 2010     | 2011              | 24,8       | 11              |
| Yizhuang        | Songjiazhuang ↔ Ciqu                          | 2010     | –                 | 23,3       | 13              |
| Összesen        | Összesen                                      | Összesen | Összesen          | 543        | 330             |

| A metróvonalak hossza | A metróvonalak hossza | A metróvonalak hossza | A metróvonalak hossza | A metróvonalak hossza |
| --------------------- | --------------------- | --------------------- | --------------------- | --------------------- |
| Viszonylat            |                       |                       |                       | Hossz                 |
| 1                     | 1                     |                       | 30,3 km               | 30,3 km               |
| 2                     | 2                     |                       | 23,1 km               | 23,1 km               |
| 4                     | 4                     |                       | 28,2 km               | 28,2 km               |
| 5                     | 5                     |                       | 27,6 km               | 27,6 km               |
| 6                     | 6                     |                       | 42,8 km               | 42,8 km               |
| 7                     | 7                     |                       | 23,7 km               | 23,7 km               |
| 8                     | 8                     |                       | 26,6 km               | 26,6 km               |
| 9                     | 9                     |                       | 16,5 km               | 16,5 km               |
| 10                    | 10                    |                       | 57,1 km               | 57,1 km               |
| 13                    | 13                    |                       | 40,9 km               | 40,9 km               |
| 14 (K)                | 14 (K)                |                       | 14,8 km               | 14,8 km               |
| 14 (Ny)               | 14 (Ny)               |                       | 12,4 km               | 12,4 km               |
| 15                    | 15                    |                       | 41,4 km               | 41,4 km               |
| 16                    | 16                    |                       | 19,6 km               | 19,6 km               |
| Airport               | Airport               |                       | 28,1 km               | 28,1 km               |
| Batong                | Batong                |                       | 18,9 km               | 18,9 km               |
| Changping             | Changping             |                       | 31,8 km               | 31,8 km               |
| Daxing                | Daxing                |                       | 21,7 km               | 21,7 km               |
| Fangshan              | Fangshan              |                       | 24,8 km               | 24,8 km               |
| Yizhuang              | Yizhuang              |                       | 23,3 km               | 23,3 km               |
|                       |                       |                       |                       |                       |

## Fejlesztési tervek
- Kapacitásnövelés: A hatalmas utasszám miatt a pályák átépítésre kerülnek, hogy a mostanitól nagyobb forgalmat is képesek legyenek elviselni, ezáltal minden vonalon redukálva lesznek a vonatkövetési idők, átlagosan 2-3 percre. A vonatok mindegyike minimum 4-6 kocsiból fog állni (érdekességképpen: 5 kocsiban átlagosan 1 000 utas fér el).
- Mobil-hálózat: Az 1-es és a 2-es vonalak kivételével mindegyik vonalon használhatóak a mobiltelefonok mind a felszínen, mind pedig alatta.
- Automata-rendszer: Az állomások nagy részén étel- és italautomaták találhatóak.

## Üzemidő
Az átlagos üzemidő 5:00 és 23:00 között tart, de ez például ünnepnapokon változhat. Éjszakai járatok nem közlekednek a metróvonalakon.

## Tarifák
Az utazás ára 6 km-es szakaszon belül ¥3, és minden további 6 km-es szakaszon 1¥-al kerül többe az utazás. Figyelembe véve a teljes hálózat a legdrágább jegy 7¥ lehet.
Vásárolható egy utazásra szóló jegy az állomásokon található automatákból, ahol készpénzzel (bankjegy és érme), is lehet fizetni. A jegyautomatában ki kell választani az úticélt, a rendszer ez alapján kiszámítja az utazás árát. A chipkártyát a beléptető kapuknál érvényesíteni kell, majd a kiléptető kapunál a berendezés visszaveszi a kártyát.
Gyermekek 1 m 20 cm alatt felnőtt kíséretben ingyen utazhatnak.
Létezik egy „Jikatung (Yikatong)” nevezetű chipkártya, amelynek működése teljesen megegyezik például a londoni Oyster card működésével. Ennek lényege, hogy az utas annyi díjat fizet, amennyit utazik; távolság alapú díjszabás. A chipkártya tetszőleges időközönként újratölthető. A „Jikatung (Yikatong)” érvényes a pekingi metróra, buszokra és taxikra egyaránt. Az ára ¥20 illetve ¥50. Bevezetésére 2008. június 9-én került sor.
A metrón közvetlenül használható elektronikus fizetési applikáció (We Chat Pay) is.

## Biztonság

### Vészhelyzet
A pekingi metró összes állomásának peronszintjéről eltávolították a különböző trafikokat, bódékat. Erre biztonsági okok miatt került sor, így ugyanis veszélyhelyzet esetén a peronok jobban járhatóak. A mintát egy dél-koreai baleset adta.
Minden állomás mindegyik bejáratánál biztonsági ellenőrzésen kell áthaladni, ahol fémdetektoros kapu található, és átvilágítják a csomagokat is.

### Balesetek
- 2007. március 29-én a 10-es egyik szerelvénye kisiklott, miáltal 6 munkás vesztette életét.

### Olimpia
A 2008. évi nyári olimpiai játékok idején rendkívül nagy biztonsági intézkedések voltak: civil ruhás rendőrök, drogkereső kutyák, hőkamerák stb. Noha ezek kicsit túlzásnak tűnhetnek, a biztonságot sikerült garantálni. A 2009-es újévi programok idején is hasonló védelmi készültség volt érvényben.

## Galéria

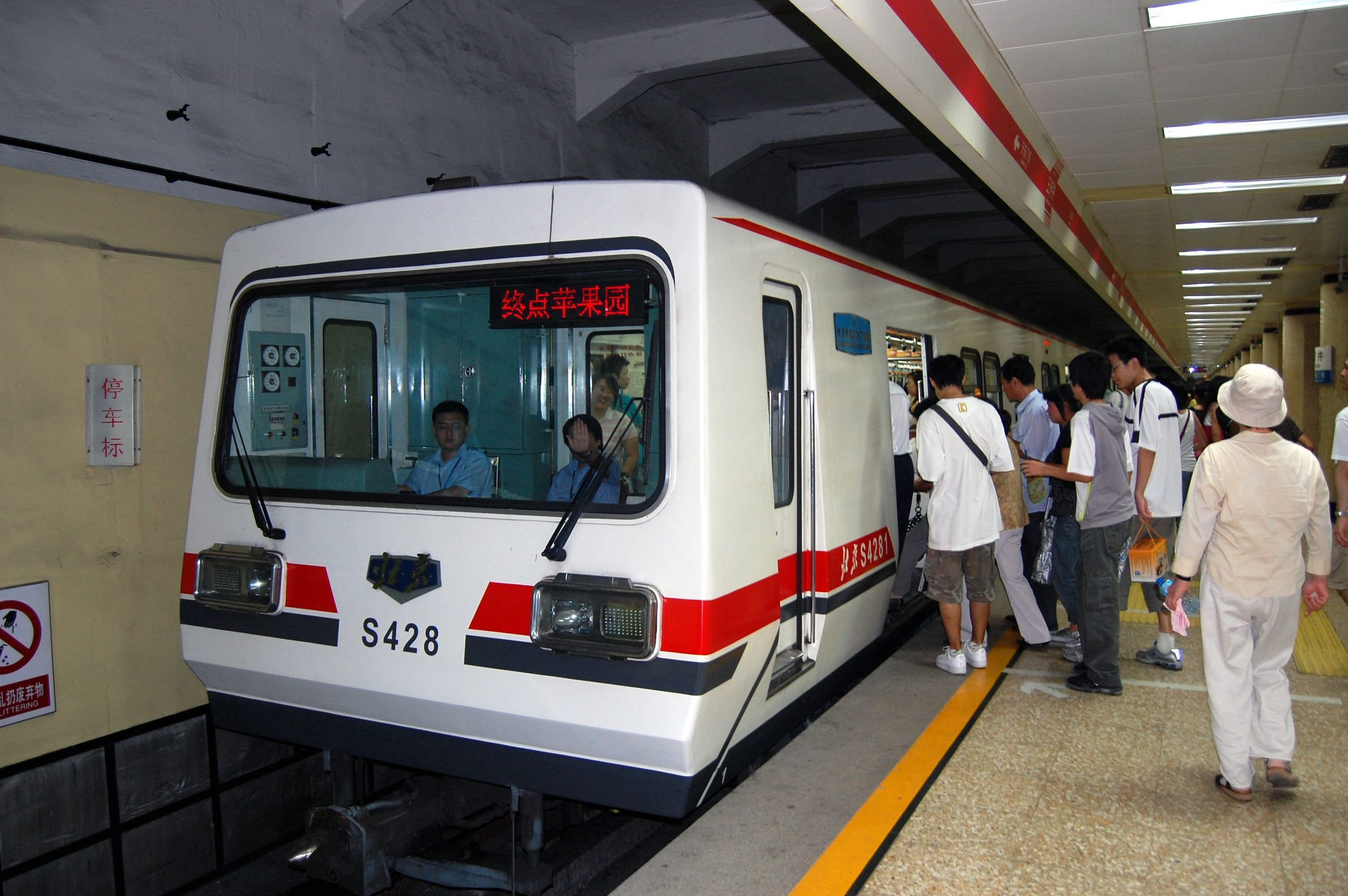
DKZ4 típusú szerelvény az 1-es vonalon
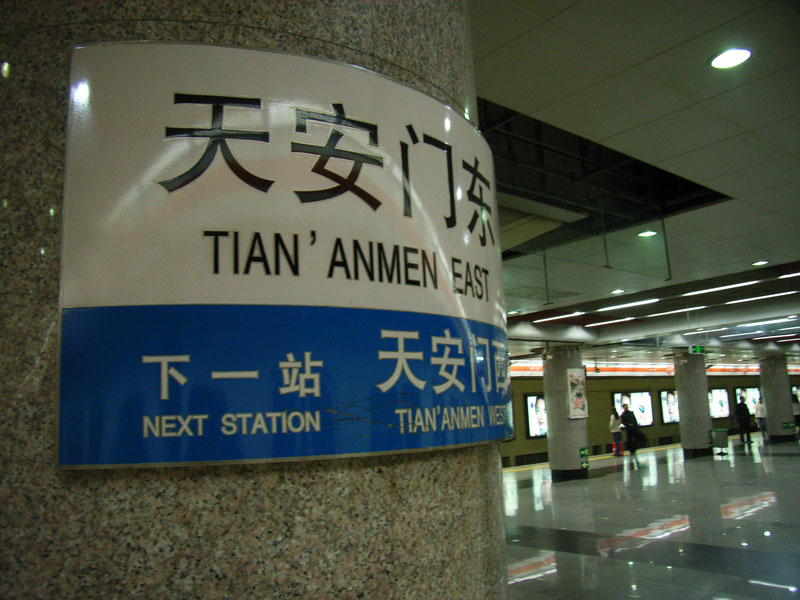
Tienanmen (Tian'anmen)-kelet állomás
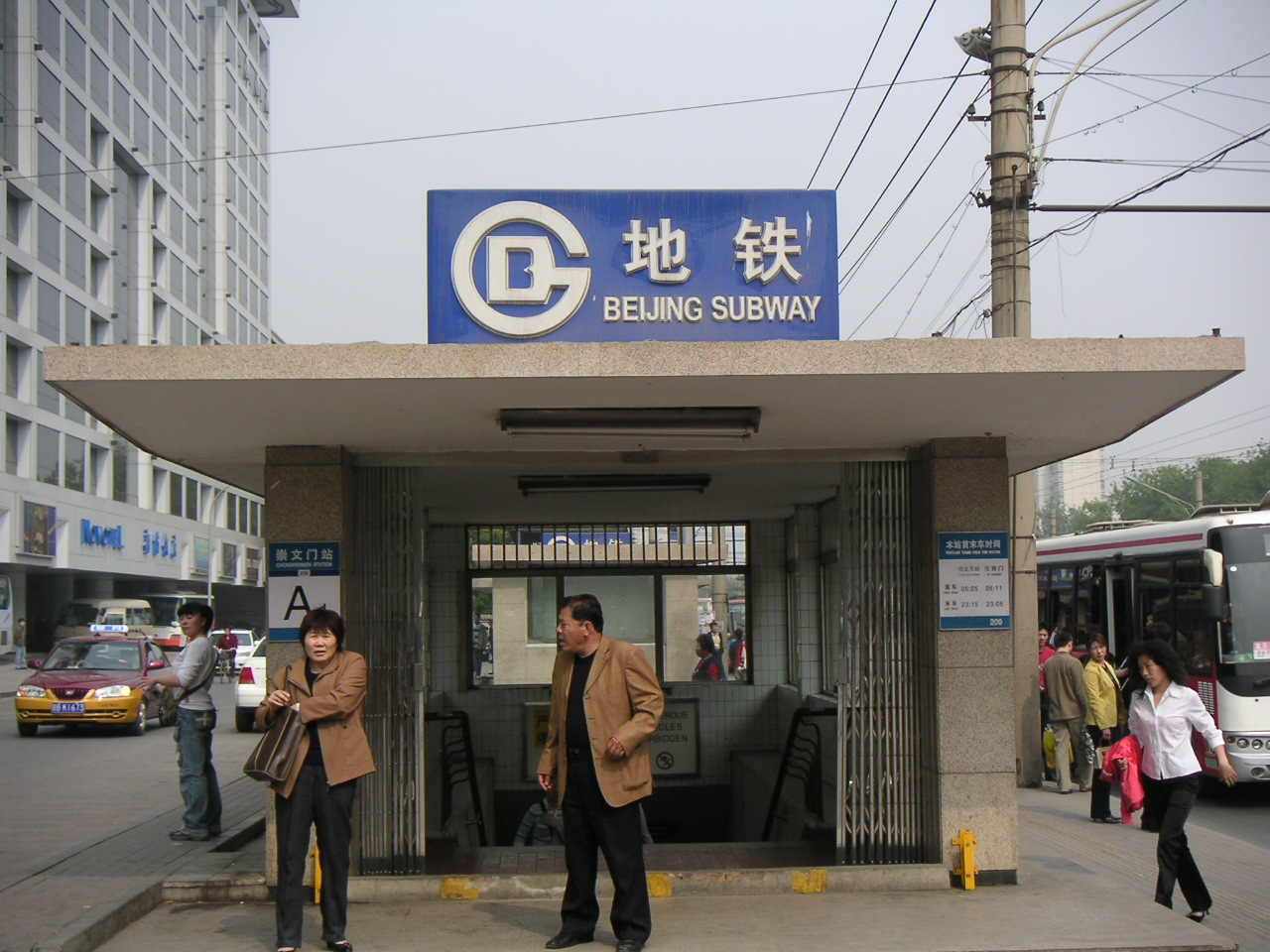
Csungvenmen (Chongwenmen) állomás bejárata
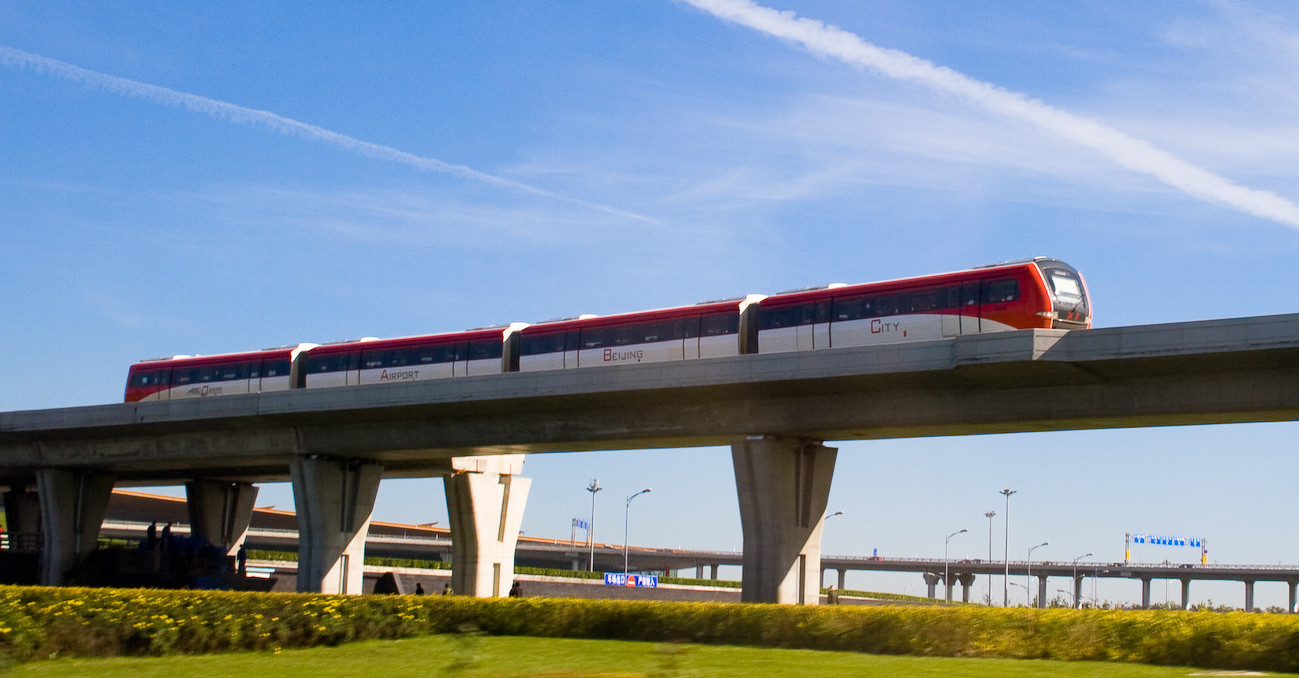
Repülőtéri Expressz
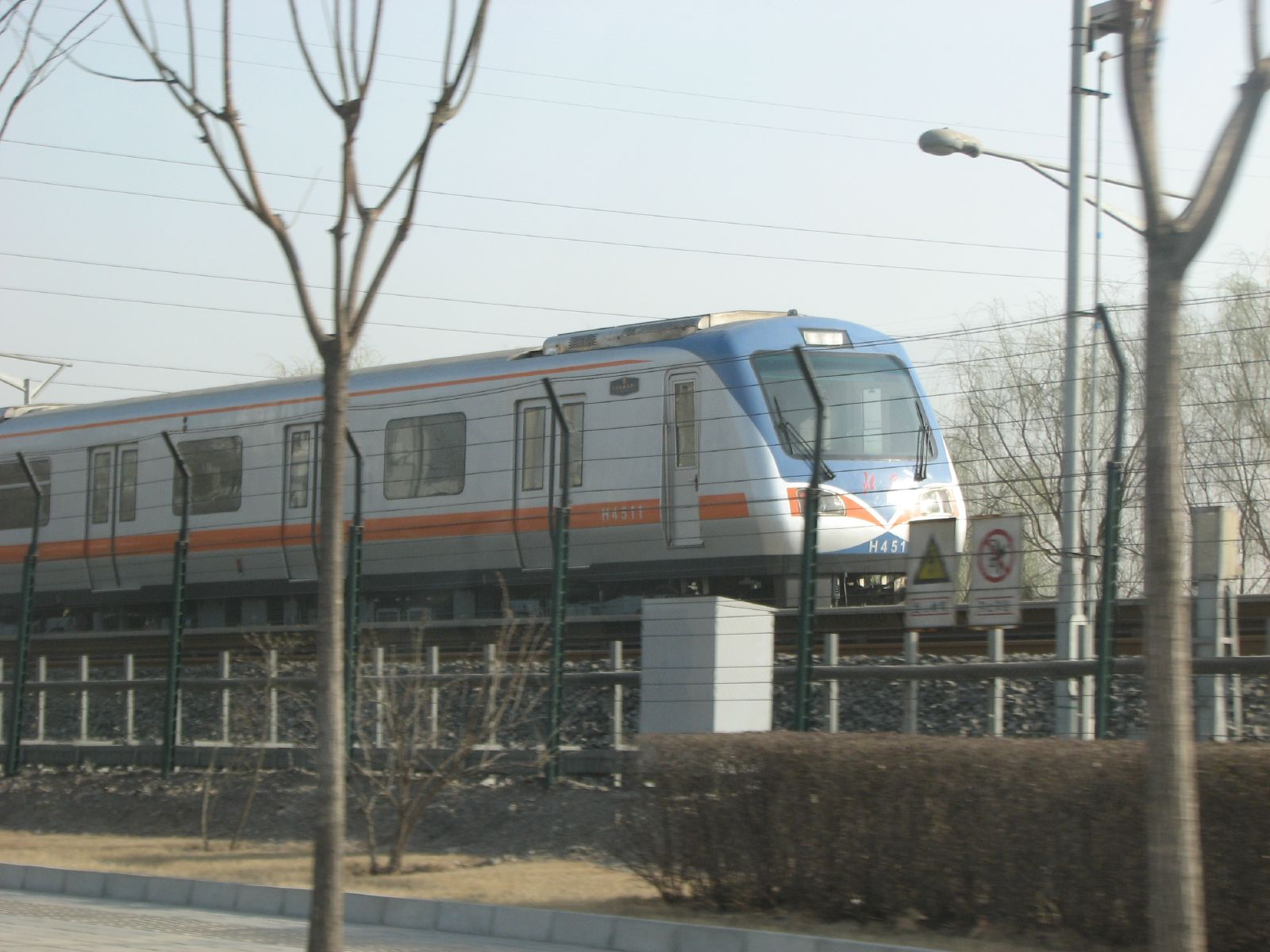
Modern szerelvény a 13-as vonalon
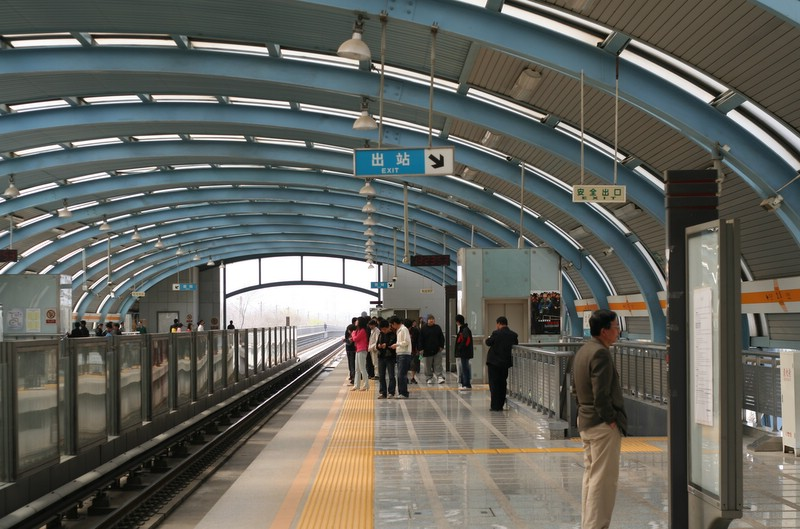
Lungcö (Longze) állomás
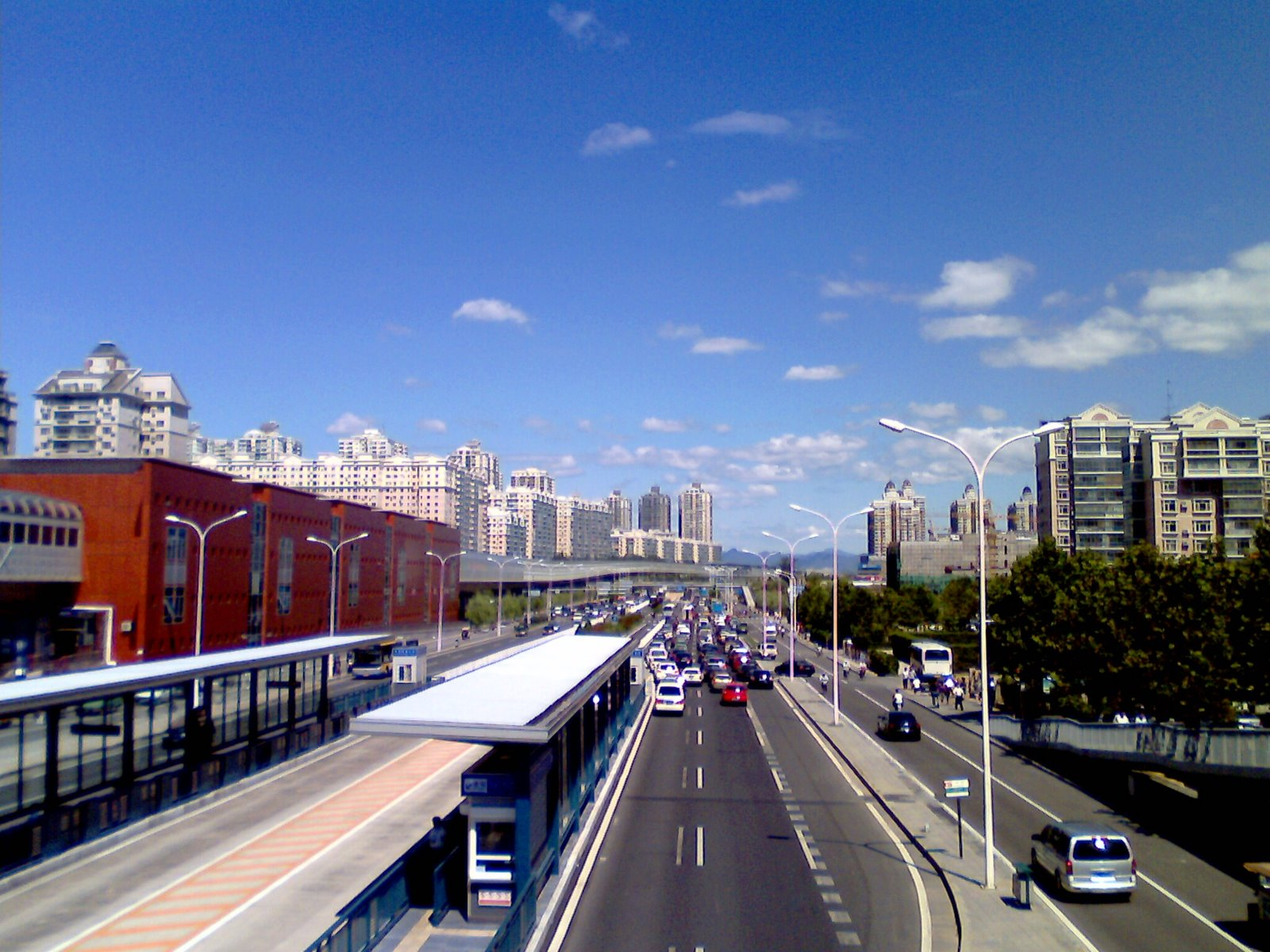
Az 5-ös vonalon szinte csak csúcsmodern állomások találhatóak

## Fordítás
- Ez a szócikk részben vagy egészben  a   Beijing Subway című angol Wikipédia-szócikk ezen változatának fordításán alapul.  Az eredeti cikk szerkesztőit annak laptörténete sorolja fel. Ez a jelzés csupán a megfogalmazás eredetét és a szerzői jogokat jelzi, nem szolgál a cikkben szereplő információk forrásmegjelöléseként.
- Ez a szócikk részben vagy egészben  a(z)   北京地铁 című kínai Wikipédia-szócikk fordításán alapul.  Az eredeti cikk szerkesztőit annak laptörténete sorolja fel. Ez a jelzés csupán a megfogalmazás eredetét és a szerzői jogokat jelzi, nem szolgál a cikkben szereplő információk forrásmegjelöléseként.